# Бой при Орши (1792)
Бой при Орши (фр. Orchies) — бой, который произошел 14 июля 1792 года за овладение городком Орши между австрийским отрядом фельдмаршал — лейтенанта графа Латура и французским гарнизоном, бывшим под командованием Демаре. На следующий день после захвата городка австрийские войска покинули его.

## Перед боем
В начале июля 1792 года главные силы французской Северной армии были расположены в лагере при Фамаре (возле Мобёжа) и насчитывали 44 тысячи штыков и сабель. Отдельные отряды располагались в Живе, в Мобёже (6 тысяч), в Валансьене (Шазо с 8 батальонами и 4 эскадронами); в Молде и Орши (Бернонвиль с 10 батальонами и 6 эскадронами), около Дюнкерка (Карлес с 6000 человек).
12 июля маршал Люкнер передал командование над французской Северной армией Артуру де Дийону (брату убитого в апреле генерала), а сам с войсками из лагеря Фамар — 6 батальонов и 5 эскадронов — выступил в направлении Меца. Дюмурье было приказано следовать за ним и выступить 20 июля. Сил, оставленных Люкнером, в сочетании с гарнизонами в Пикардии и Артуа, было достаточно, чтобы препятствовать любому возможному наступлению австрийцев.
Перед французами находилась пятнадцатитысячная австрийская армия под командованием герцога Альберта Саксен-Тешенского, расположившаяся в лагере при Баве. Герцог Альберт использовал немногочисленные силы, бывшие под его командованием, чтобы держать противника повсюду в напряжении, и, проводя небольшие, хорошо продуманные атаки, мешать ему посылать подкрепления к Маасу и Мозелю.

## Ход боя
Выплоняя его приказ, в ночь с 13 на 14 июля фельдмаршал — лейтенант граф Латур, покинув Турне, в двух колоннах (тремя батальонами и двумя эскадронами) атаковал небольшой городок Орши. В Орши у французов был только слабый гарнизон из шестисот человек и два орудия. Комендант этого городка, Демаре (Desmarets), еще не успел укрепить его.
Австрийцы двинулись к воротам, выходившим на Лилль и Дуэ. Хотя войска первой колонны во главе с самим Латуром в густом тумане натолкнулись на городские стены и, пораженные выстрелами картечи французов, не разобравшись, стали стрелять друг в друга, а затем были вынуждены отступить к Турне, второй колонне повезло больше. Полковник Кайм обошел с ней город, вторгся в него без большого сопротивления гарнизона, который все был занят отражением атаки Латура с другой стороны, захватил пушку и взял несколько пленных. Большей части французов, не ожидавших удара с тыла и не оказавших сопротивления, удалось ускользнуть через городские ворота, которые, после отступления Латура, были открыты с противоположной стороны. Австрийцы в этом бою потеряли убитыми 2 офицеров и 40 рядовых.
На следующее утро, после подхода к городу французских войск, собранных из лагерей Фамар и Молд и гарнизона Дуэ и бывших под командованием генерала Марассе, они оставили Орши.
17 июля фельдмаршал — лейтенант Альвинци, выполняя приказ герцога, двинулся с 11 батальонами и 12 эскадронами из Баве и занял позицию южнее. Отсюда лучше было наблюдать за французскими лагерями в районах Валансьена, Мобёжа и Ле Кенуа, а сообщение между первыми двумя ставилось под угрозу. Теперь австрийские патрули могли выдвигаться против Ле Кенуа, Ландреси и Авена.

## Результаты
Эти две атаки австрийцев заставили Дюмурье отказаться от движения к Мецу. Он разместил гораздо более сильный гарнизон в Орши, а сам с 15 батальонами и 5 эскадронами двинулся из лагеря у Фамара в лагерь в Молде, который сильно укрепил.
Герцог Саксен-Тешенский собирался продолжить операции из Баве, когда он получил приказ направить фельдцейхмейстера графа Клерфайта с 13 батальонами, 18 ротами стрелков и 12 эскадронами к Люксембургу на поддержку герцогу Брауншвейгскому, начавшему наступление на столицу Франции. У австрийцев осталось не более 20 батальонов, 38 рот легкой пехоты и 32 эскадронов кавалерии для защиты границы от Ньюпора до Намюра. Французские войска от Дюнкерка до Рокруа насчитывали 103 батальона и 30 эскадронов, поэтому австрийцам пришлось перейти к обороне.